# هنري بيكريل
أنطوان هنري بيكريل (15 ديسمبر 1852 - 25 أغسطس 1908)، مهندس وفيزيائي فرنسي. ينحدر من عائلة فيزيائيين حيث كان كل من والده وجده فيزيائيين وأستاذين في المتحف الوطني للتاريخ الطبيعي بباريس. مكتشف ظاهرة النشاط الإشعاعي حيث اكتشف انبعاث أشعة غير مرئية من عنصر اليورانيوم لها القدرة على النفاذ خلال الأجسام الصلبة.
تلقى تعليمه الثانوي والجامعي في أشهر المعاهد الفرنسية كمدرسة لويس الكبير الثانوية والمدرسة متعددة التقنيات.
حصل على جائزة نوبل في الفيزياء سنة 1903 بفضل مساهمته العظيمة في اكتشاف النشاط الإشعاعي.
حصل أيضا على وسام رمفورد سنة 1900 وعلى وسام هلمهولتز عام 1901 وعلى وسام برنارد عام 1905. وقد سُميت وحدة القياس الدولية للنشاط الإشعاعي بيكريل (becquerel أو اختصاراً Bq) نسبة إليه. وهناك فوهات على القمر والمريخ تحمل اسمه.

## السيرة الذاتية
كانت ظاهرة النشاط الإشعاعي التي اكتشفها بيكريل تتويجًا لأبحاث ثلاثة أجيال من عائلته في الفسفرة والفلورة، فقد كان جده الفيزيائي أنطوان سيزار بيكريل. الذي حقق عددًا من الاكتشافات المهمة في الكيمياء الكهربائية ومنحته الجمعية الملكية ميدالية كوبلي، وكان والده إدموند بيكيريل فيزيائياً شهيرًا غزير الإنتاج نشر في مجال دراساته أبحاثًا مفيدة على مدى ما يقرب من نصف قرن. وكان الجد والأب عضوين في الأكاديمية الفرنسية وشغل كل منهما في عمله التعليمي كرسي أستاذ الفيزياء في متحف التاريخ الطبيعي ، فأصبح ذلك تقليدًا ثابر عليه أنطوان هنري وابنه جان بكيريل فيما بعد. وقد كان من المحتم على هنري بسبب المراكز التي شغلها جده وأبوه أن يتآلف منذ سن مبكرة مع المختبر الذي كان يعمل فيه والده ومع رتابة عمله التعليمي اليومي.

### حياته الأولى
ولد هنري في باريس عام 5-12-1852 وتلقى تعليمة النظامي الأول في ثانوية لوي لوغران، ثم انتسب إلى مدرسة البولي تكنيك عام 1872 قبل ذكرى ميلاده العشرين، وبدأ بعد عامين دراسته في مدرسة الجسور والطرقات، حيث أمضى أربع سنوات وهو يتعلم الرياضيات والهندسة المدنية على أساس كامل فعين في عام 1877 مهندسًا في الهيئة الإدارية للجسور والطرقات العامة. أي بعد أن أصبح معيدًا في مدرسة البولي تكنيك بعام واحد. وقبل أن يصبح مساعد عالم طبيعيات في متحف التاريخ الطبيعي بعام واحد. ولما كان كلا المركزين مرتبطين ارتباطًا شديدًا بالعمل مع والده أصبح شابًا نشيطًا مهيئًا للقيام بأي مهمة شاقة كان يعدها والده ضرورية. وبذلك فهو مثل نيوتن يرى أن إنجازه الخاص يرجع جانب كبير منه إلى أنه استند إلى أعمال الآخرين أي إلى والده وجده.
كان بيكريل يدرس في بحثة الأول آثار الحقول المغناطيسية في الضوء المستقطب وكذلك امتصاص البلورات للضوء، وقد مكنته أبحاثه في البصريات من الحصول على الدكتوراه في عام 1888 من كلية العلوم في جامعة باريس، كما انتخب عضوًا في أكاديمية العلوم في العام التالي أي عام 1889. وبعد وفاة والده عام 1891 خلفه في كرسي المتحف وبدأ بإلقاء محاضرات في الفيزياء في مدرسة البولي تكنيك، كما أنه استمر في الوقت نفسه في عمله كمهندس في هيئه الجسور والطرقات ثم عُيِّن في هذه المؤسسة عام 1894 كبير المهندسين.
تزوج هنري مرتين الأولى من لويس زوي ماري عام 1874 ولكنها ماتت بعد فترة قصيرة من ولادة ولدهما جين في عام 1878. وتزوج مرة ثانية في عام 1890 من لويس ديزيريه.

### الأعمال

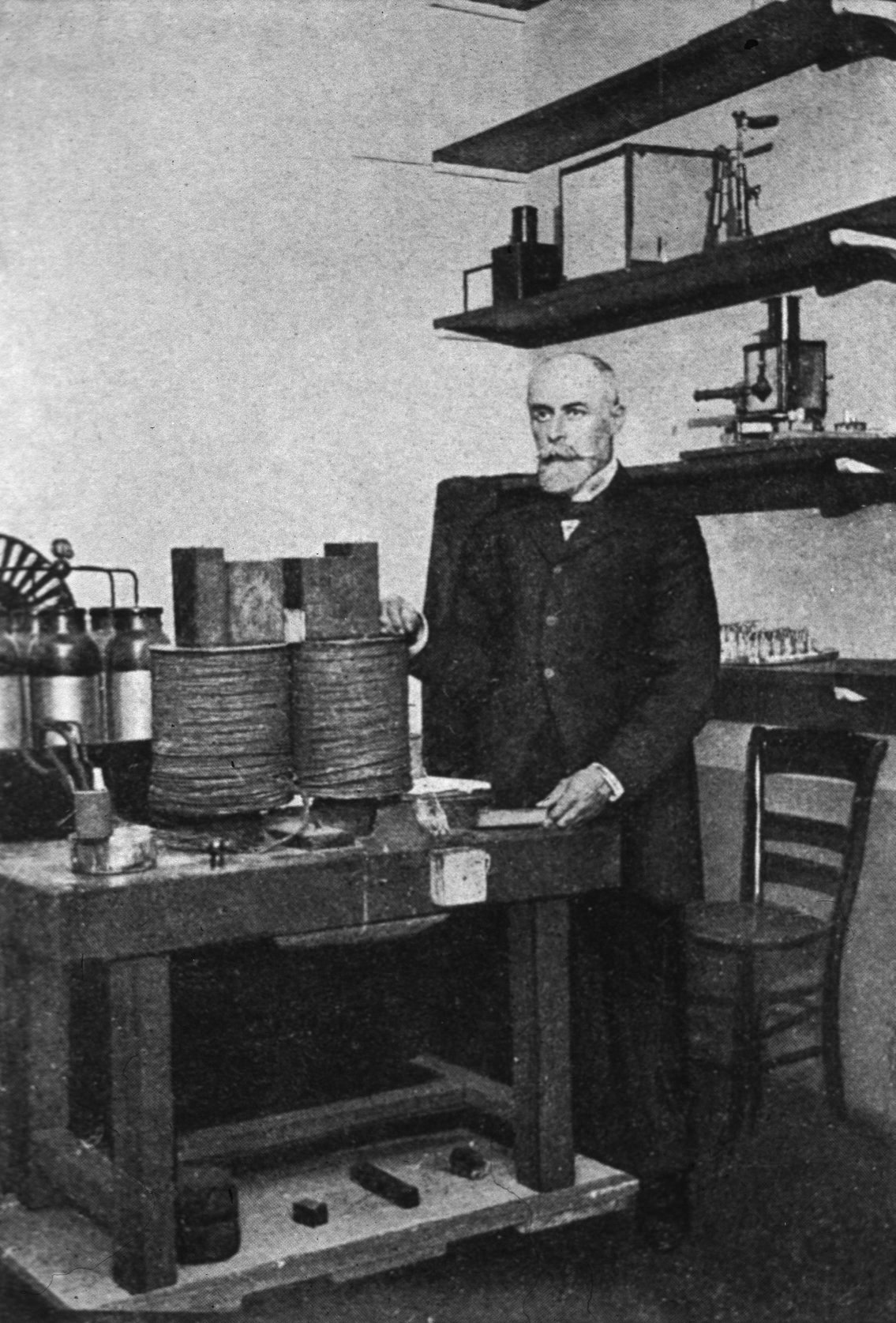
هنري بيكريل في معمله

لم يأت اكتشاف بيكريل للنشاط الإشعاعي  من العدم بل استمد بواعثه الأولى من اكتشاف الفيزيائي الألماني فيلهلم كونراد رونتغن للأشعة السينية الذي كان قد أعلن عنها في مطلع عام 1896، وكان قد تبين من مرور هذة الأشعة عبر الحقلين الكهربائي والمغناطيسي في خطوط مستقيمة بلا انحراف أنها ليست جسيمات مشحونة لأن مسار الجسيمات المشحونة ينحرف في هذين الحقلين عن خطة المستقيم. وقد اكتشف رونتغن نتيجة ملاحظته المتأنية لمصدر الأشعة السينية في أنبوب التفريغ أنها تصدر عن بقعة صغيرة براقة على سطح المعدن تسقط عليها الأشعة القادمة من الكاثود. وقد دفع اكتشاف رونتغن للأشعة السينية بيكريل إلى القيام بسلسلة من التجارب على الجزئيات المفلورة التي إما أن تكون متفلورة بطبيعتها أو نتيجة امتصاصها لأشعة الشمس. ومع أن هذة الظواهر كانت معروفة إلا أن آليتها كانت مجهولة تماما، ففكر بيكريل بأن هذه الآلية ربما تكون مرتبطة بطريقة ما بتوليد الأشعة السينية، لأن رونتغن كان قد تحدث عندما وصف مشاهدته للأشعة السينية عن تفلور الطلاء بلاتينو سيانيد الباريوم ، لذلك افترض بيكريل أن الأشعة السينية ترتبط بالفلورة بطريقة ما. ولكن فكره هذا الافتراض على الرغم من خطئها إلا أنها دفعته إلى القيام بسلسله من المشاهدات أدت إلى اكتشاف النشاط الإشعاعي.

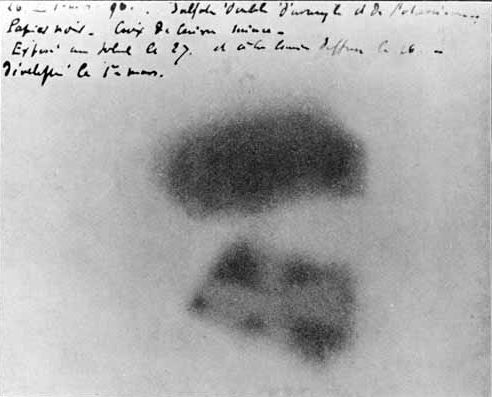
صورة لتجربة بيكريل على مركبات ثنائي سلفات أورانيل البوتاسيوم المتبلور الذي وضعه فوق لوح تصوير حساس محمي من الشمس بطبقتين سميكتين جدًا من الورق المقوى

وكان بيكريل قد قام مسبقًا ولعدة سنوات بأبحاث في الفسفرة والفلورة، كما كان يعتقد بأن المواد المفسفرة إذا ما عولجت كهربائيًا أو عُرضت لأشعة الشمس بصورة مناسبة، فإنها تولد أشعة سينية، إلا أن اختبار عدد من مواد كهذة لمدة أسابيع أظهر أن لا وجود لأشعة سينية لكن بيكريل لم يكف عن اختباراته فكوفىء أخيرًا على مثابرته عندما قام بتجربته على أحد مركبات اليورانيوم - ثنائي سلفات أورانيل البوتاسيوم المتبلور (كبريتات البوتاسيوم) - فقد وضعه فوق لوح تصوير حساس حماه من أشعة الشمس بطبقتين سميكتين جدًا من الورق المقوى، ثم وضع في درج قرب بلورة ثنائي سلفات أورانيل البوتاسيوم التي لم تكن قد تعرضت لأشعة الشمس بل وضعت في الدرج بانتظار يوم مشمس. واكتشف بعد ذلك أن لوح التصوير أسود مثلما حدث في تجربته السابقة. فأدرك بيكريل مباشرة أن الفسفرة أو الفلورة لا علاقة لها بالأشعة الصادرة عن بلورته وتتبع أثر إشعاعات ذرات اليورانيوم في البلورة. وأخيرًا توّج عمله الإستقصائي باكتشافه نشاط الذرات الثقيلة الإشعاعي. ولكن ما كان يعرف عن بنية الذرّة في ذلك الوقت قليل جدًا لذلك لم يستطع تفسير الطريقة التي تولد بها الذرات هذه الأشعة حتى جاء اللورد إرنست رذرفورد. ولما لم يجد بيكريل اهتمام الوسط المحيط به باكتشافه فقد اهتمامه بهذا الأمر ومضى في أبحاث أقل أهمية من غير أن يفهم طبيعة اكتشافه الثوري.
وكانت موهبة بيكريل تقوم في الدرجة الأولى على الفيزياء التجريبية، وربما كان خير ما يمثلها مقدرته على تنفيذ التجارب المملة، لذلك قاوم كل إغراء لوضع تفسير نظري لظاهرة النشاط الإشعاعي، وفضّل أن يترك هذة المهمة لغيره. ولا أحد ينكر وجود علاقة متبادلة بين النظرية والتجربة، ولكن يبدو أن بيكريل لم يتوسم أنه قادر على صياغة أساس عقلي يفسر به نشاط الجسيمات الإشعاعي. ومهما يكن من أمر فقد نال اكتشافه أخيرًا الاعتراف العلمي الذي يستحقه، إلا أن هذا الاعتراف لم يحدث إلا بعد أن بين بيير وماري كوري أهمية النشاط الإشعاعي في الفيزياء النووية.

## التكريمات
منحت الجمعية الملكية بيكريل وسام رمفورد، واختارته عضواً أجنبياً فيها في عام 1900. كما نال دكتوراه شرف من جامعتي أكسفورد وكمبردج وشارك بيير كوري وزوجته ماري في جائزة نوبل في الفيزياء عام 1903 .
كما حصل على وسام هلمهولتز عام 1901 وعلى وسام برنارد عام 1905. وقد سُمّيت وحدة القياس الدولية للنشاط الإشعاعي بيكريل (becquerel أو اختصاراً Bq) نسبة إليه. وهناك فوهات على القمر والمريخ تحمل اسمه.
ولقد نال بيكريل أقصى ما يمكن أن يناله من تكريم شخصي حين أصبح رئيسا لأكاديمية العلوم في عام 1908، ولكنه لم يتمتع بمنصبه إلا بضعه أشهر فقط . فقد توفي بإصابة قلبية في 25 أغسطس عام 1908 حين كان يقضي عطلته في كروازي ببريتاني في إقليم لوار الأطلسية بفرنسا .

## وصلات خارجية
- هنري بيكريل على موقع الموسوعة البريطانية (الإنجليزية)
- هنري بيكريل على موقع ميوزك برينز (الإنجليزية)
- هنري بيكريل على موقع إن إن دي بي (الإنجليزية)
- Chisholm, Hugh, ed. (1911). "Becquerel" . Encyclopædia Britannica (بالإنجليزية) (11th ed.). Cambridge University Press. Vol. 3.